# ستيفن فورست (منجم)
ستيفن فورست (بالإنجليزية: Steven Forrest)‏ هو منجم أمريكي، ولد في 6 يناير 1949 في ماونت فيرنون في الولايات المتحدة.